# Nguyễn Văn Hạnh
Nguyễn Văn Hạnh (sinh ngày 6 tháng 1 năm 1959) là một sĩ quan cấp cao trong Quân đội nhân dân Việt Nam, hàm Trung tướng. Ông nguyên là Phó Chánh án Tòa án Nhân dân tối cao, Chánh án Tòa án Quân sự Trung ương Việt Nam.

## Xuất thân và giáo dục
Nguyễn Văn Hạnh sinh ngày 6 tháng 1 năm 1959, quê quán tại huyện Gio Linh, tỉnh Quảng Trị.

## Sự nghiệp
Ngày 11 tháng 3 năm 2015, ông được Chủ tịch nước bổ nhiệm giữ chức vụ Phó Chánh án Tòa án nhân dân tối cao, Chánh án Tòa án quân sự Trung ương thay cho Trung tướng Trần Văn Độ vừa nghỉ hưu.
Ngày 26 tháng 6 năm 2015, Quốc hội Việt Nam khóa 13 đã bỏ phiếu phê chuẩn đề nghị của Chánh án Tòa án nhân dân tối cao Trương Hòa Bình về việc bổ nhiệm ông làm Thẩm phán Tòa án nhân dân tối cao, với tỉ lệ đại biểu Quốc hội bỏ phiếu đồng ý phê chuẩn là 91,49% (469 phiếu hợp lệ – 3 phiếu không hợp lệ; 452 phiếu đồng ý – 17 phiếu không đồng ý). Lúc này ông đang là Thiếu tướng, Ủy viên Ban cán sự đảng, Phó Chánh án Tòa án Nhân dân Tối cao, Chánh án Tòa án quân sự Trung ương.
Tháng 4 năm 2018, Nguyễn Văn Hạnh là Thiếu tướng, Phó Chánh án TANDTC, Chánh án TAQS Trung ương.
Tháng 1 năm 2019, Nguyễn Văn Hạnh là Trung tướng Quân đội nhân dân Việt Nam, Phó Chánh án TANDTC, Chánh án TAQS Trung ương.